# Neotropius atherinoides
Neotropius atherinoides es una especie de peces de la familia Schilbeidae en el orden de los Siluriformes.

## Morfología
• Los machos pueden llegar alcanzar los 15 cm de longitud total.

## Reproducción
Es ovíparo y los huevos no son protegidos por los padres.

## Hábitat
Es un pez demersal y de clima tropical.

## Distribución geográfica
Se encuentran en Asia: el Pakistán Bangladés el Nepal y Birmania.